# Groupama
Groupama, een afkorting van Groupe des Assurances Mutuelles Agricoles, is een Franse verzekeringsmaatschappij met een hoofdkantoor in Parijs. Groupama is actief in 10 landen en treedt sinds 2019 op als titelsponsor van een wielerploeg, Groupama-FDJ.
Groupama is ontstaan als mutualiteit voor boeren om zo hun specifieke beroepsrisico's te kunnen verzekeren.

Leden:
American International Group · Allianz Trade · Atradius · Aviva · AXA · 
Chubb · Coface · Credendo · Green Stars · Groupama · Münchener Rück · Ping An Insurance · 
Swiss Re · Travelers · Zurich Insurance Group
Oud-leden:
N.V. Nationale Borg-Maatschappij